# À la vieille Russie
À la vieille Russie est une galerie d’art et un magasin d’antiquités spécialisé dans les œuvres d’art russes et les bijoux anciens européens et américains. De réputation internationale, la galerie est située à New-York et organise régulièrement des expositions de ses objets à travers le monde.

## Description
La galerie d'art et le magasin d'antiquités À la vieille Russie se trouve à New-York au 745 de la 5e Avenue, en face de l’angle sud-est de Central Park. Spécialisée dans les œuvres d'art russes et la bijouterie ancienne (européenne et américaine), la galerie, fondée par le couple Schaffer, jouit d'une réputation internationale,,,. Elle organise régulièrement des expositions de renommée internationale de ses collections,,.

## Histoire
À la vieille Russie est une entreprise familiale fondée à Kiev en 1851. Le petit-fils du fondateur, Jacques Zolotnitsky, avec son neveu Léon Grinberg l’ont transférée à Paris vers 1920 après la révolution russe. Au début de la Seconde Guerre mondiale, Alexander Schaffer transfère le magasin de Paris à New York. Il est, initialement, l’un des premiers locataires du Rockefeller Center en 1934, avant de se déplacer vers un autre site sur la 5e Avenue en 1941, puis au numéro 781 (en 1961) et enfin à son emplacement actuel en 2017.